# Green Grey
Green Grey (МФА: [griːn greɪ]; укр. Грін Грей, Сіро-Зелений) — один із перших рок-гуртів Незалежної України, створений навесні 1993 року гітаристом та лідером гурту Андрієм Яценком, відомим під сценічним ім'ям Diezel (укр. Дизель), у Києві.

## Історія
Заснований навесні 1993 року в Києві. У творчому доробку гурту прослідковується суміш стилів та напрямків — фанк, рок, тріп-хоп, дабстеп. Самі учасники гурту жартома називають свій стиль «укр-попом» — за аналогією з «брит-попом». Візитівкою гурту стали пісні «Под дождём», «Мазафака», «Эмигрант», «Стереосистема», «Тот день».
Green Grey першими та двічі в історії української музичної індустрії отримали нагороду MTV Europe Music Awards у Лондоні (1996) та Берліні (2009). Першими серед українських музикантів підписали контракт з Pepsi (1996), почали виступати з ді-джеєм, влаштовувати супершоу з використанням спецефектів, піротехніки та сценічних трансформацій.
2003 року гурт відсвяткував 10-річчя концертом в Оперному театрі. Окрім акустичної гітари, рояля, симфонічного оркестра у виступі була партія оперної співачки Ірини Семененко, а також балетні партії і театральні мізансцени. Після виступу було видано DVD «Две Эпохи».
2009 року на святкуванні 15-річчя гурт влаштував сольний концерт у столичному Палаці Спорту.
2013 року Green Grey організували тур на честь свого 20-річчя і закінчили роботу над першим за 10 років студійним альбомом.
2023 року Green Grey організували національний тур на підтримку благодійних ініціатив «Як ти?», який перезапустив творчість гурту українською мовою. Фактично цей тур відкриває новий етап для гурту, оскільки саме з нього починається співпраця із продюсерською командою у складі Куликова Олексія, Франчука Андрія та Миронюк Євгенія, які є партнерами комунікаційної групи Brain Tank.

## Учасники
Склад групи за 20 років кілька разів змінився. Першим вокалістом до 1994 року був Михайло Смирнов (ех-«Банзай!», нині — «Монетний Двір»). З першого складу в колективі лишився лише автор музики і головний ідеолог групи Дизель (Андрій Яценко).
1994 року до гурту приєднався вокаліст Мурік (Дмитро Муравицький), який замінив Смирнова і разом з Дизелем був всі роки основним учасником (вокал, тексти пісень, музика) колективу. Також до складу Green Grey входять Валерій Дерев'янський (барабани) і DJ Хороший (mxtr).
Попередні учасники групи: Анатолій Вексклярський (DJ Толя, Jamix), бас-гітарист Петро Цимбал, DJ Shalom, DJ Ekspert, Ярослав Рева, Олександр Десятниченко, Андрій Середа, Юрій Мізинчук (ударник), Жан Яночкіна (клавішник).
У 2023 році до гурту долучається один із найпомітніших бітмейкерів України Original Dizzy, який співпрацює з багатьма виконавцями, такими як Alina Pash та Довгий Пес.

## Дискографія

### Студійні альбоми
- Грин Грей (1997)
- 550 MF (550 Метров Фанка) (2000)
- Эмигрант (2002)
- Метаморфоза (2004)
- Глаз леопарда (2014)
- WTF?! (2016)
- Спичка (2021)

### Збірки, концертні альбоми, окремки
- Две Эпохи (Live) (2003)
- The Best (2003)
- Trideo (feat. Sister Siren) - мультимедійний максі сингл (2008)
- Помогите найти (Single) (2013)
- Greatest Hits (2014)
- Хто Зна (Single) (2016)

### Сольні альбоми
- Diezel DJ Power — Beauty and the Beast (Сольний альбом Дізеля) (2005)
- MRK — Звезда с небес (Сольний альбом Муріка) (2007)

### Відео
- Две Эпохи (2003) (CD Video)
- Две Эпохи (2007) (DVD)
- Green Grey — The Videos (2007) (DVD)
- Green Grey — Сборник наилучших видеоклипов + Trideo (2008) (DVD)

## Кліпи
- «Под дождем»
- «Шала-ла»
- «Криминал»
- «Массква или Куда мы едем на лимо»
- «Мама»
- «Эмигрант» (зйомки відбулися в 2002 році в Нью-Йорку, режисер Віктор Придувалов)
- «Только Ночью»
- «Все Будет Хорошо»
- «Мазафака»
- «Весна 8го Дня» (feat. Децл) (режисер Віктор Придувалов)
- «Наше право»
- «Солнце и Луна»
- «Стереосистема»
- «Все Прошло»
- «Тридео» (feat. Sister Siren)
- «Тот День»
- «Чёрный снег»
- «Бабосы босса» (разом з Григорієм Лепсом)
- «Под дождем» (разом з Дмитром Монатиком)
- «Друже» (прем'єра кліпу на пісню «Друже» відбулась у прямому ефірі телеканалу Прямий[7], 14 січня 2024 року; режисер Андрій Франчук)

## Інша діяльність
Дизель називає гурт соціальним, вважаючи, що музиканти не повинні залишатися осторонь від того, чим живе інша країна. («Нова молодь нової Європи», 1996).
В середині 1990-х гурт співпрацював з українським відділенням Greenpeace і саме з її подачі 1995 року брав участь в акції протесту в Києві перед будівлею французького посольства. Це була реакція на випробування ядерної зброї, проведені Францією на атолі Муруроа.
28 липня 2005 гурт створив громадську ініціативу «Наше право», пояснюючи це тим, що тодішня «нова влада» начебто забороняла російськомовним виконавцям у проведенні концертів і трансляції.
2013 року спільно з UNICEF-Україна гурт почав акцію «Допоможіть знайти», спрямовану на актуалізацію проблеми пошуку сімей для дітей, позбавлених батьківського піклування. В рамках акції була записана пісня і знятий кліп з однойменною назвою.
У 2022 році Андрій Яценко, разом із Original Dizzy та продюсерською командою на чолі з Куликовим Олексієм та Євгенієм Миронюком, започатковує інноваційний музичний проект з використанням ШІ — I&I (від. раста-патуа: I and I)

## Додатково
- Перший хіт групи «Під дощем» два роки поспіль визнавався піснею року в київському «Параді хіт-парадів»
- Трек «Мазафака» був в числі перших, які транслювалися радіостанцією «Наше радіо» на початку її мовлення. Ця композиція була присвячена одному учаснику групи, який перебував в лікарні.
- Green Grey виступав на одній сцені з The Prodigy, Whitesnake, Faith No More, A-ha, Snap!, Coolio, Run-DMC, Apollo 440, Lenny Kravitz та іншими.
- 31 травня 2009 року до Дня Києва Дмитро Муравицький написав для Софії Ротару пісню «Зачекай».
- 1994 року Green Grey виступили на фестивалі «Білі ночі Санкт-Петербурга» і отримали приз від президента MTV Вільяма Роуді (William Roedy).
- Кліп на заголовну пісню альбому «Емігрант» знімався в Нью-Йорку (2002), режисер — Віктор Придувалов.
- У Муріка і Дизеля є медична освіта.
- До Green Grey Мурік був вокалістом в київській групі Monkey's Work.
- Існує кілька версій походження назви. Найбільш розгорнуту відповідь дав свого часу Дизель: «Як виникла назва Green Grey? По дорозі з Березняків на Хрещатик мені попався незвичайний таксист — великий фахівець з нумерології. Поки ми їхали, я з ним радився, а він все прораховував по своїй науці. І виходило, що ця назва підходить найбільше. До речі, він виявився абсолютно правим. Все, що він передбачив, збувається».
- Син Дмитра Муравицького Андрій — вокаліст в україно-німецькій репкор-групі NoFacez.
- Мікс пісень «Мазафака» Green Grey і «Can We» SWV feat. Missy Elliott вважається одним з перших представників стилю bastard pop (мешап).
- Збірник Greatest Hits (2014 року) випущений в двох форматах: CD (22 треки) і цифрова версія для iTunes (25 треків).

## Громадянська позиція та соціальний вплив

### 2011
8 серпня 2011 року, стало відомо про затримання басиста гурту Петра Цимбала. Він підозрювався в участі у міжнародному угрупуванні наркоторгівців, яке займалося розповсюдженням марихуани серед представників шоу-бізнесу. 20 грудня 2013 року Цимбал разом з дружиною засуджений на 9 років позбавлення волі за вирощування і розповсюдження марихуани.
Вже у 2015 обох було звільнено, але до Green Grey Петро не повернувся.

### 2021
У травні 2021 року Офіс Президента України запросив гурт для виступу на святкування 30-ліття незалежності України. У липні запрошення скасували через відео одного з учасників гурту, де він негативно висловлювався про Мовний закон, націлений на захист української мови в Україні. У відповідь Яценко розкритикував це рішення, заявивши, що це український гурт, який платить податки в Україні, а тепер «нас намагаються стерти з історії України».

### 2022
З початком повномасштабного вторгнення Андрій Яценко вступив до лав ДФТГ «Мрія».
Та для того, щоб залучити підтримку для свого підрозділу, Diezel створив NFT-бандл Emigrant, прив'язав до кожного токену артефакти своєї музичної діяльності та авторські права на пісню «Емігрант».

### 2023

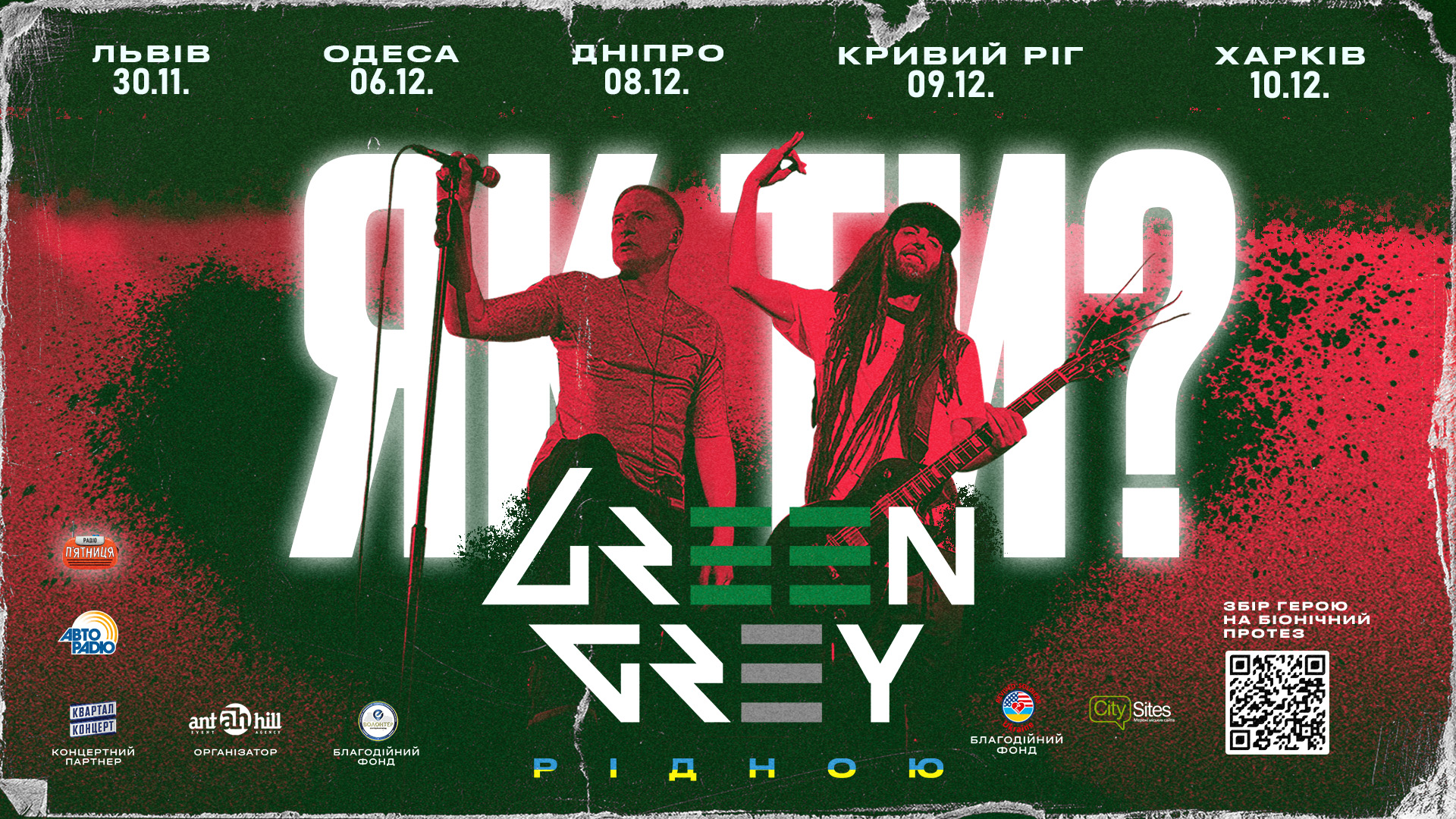
Постер туру «Як ти?» (2023)

26 березня 2023 року Дмитро Муравицький провів благодійний концерт зі збором коштів на ЗСУ.
Восени 2023 року гурт провів тур "Як ти? з оновленою україномовною програмою та збором коштів для фонду Revived Soldiers Ukraine.

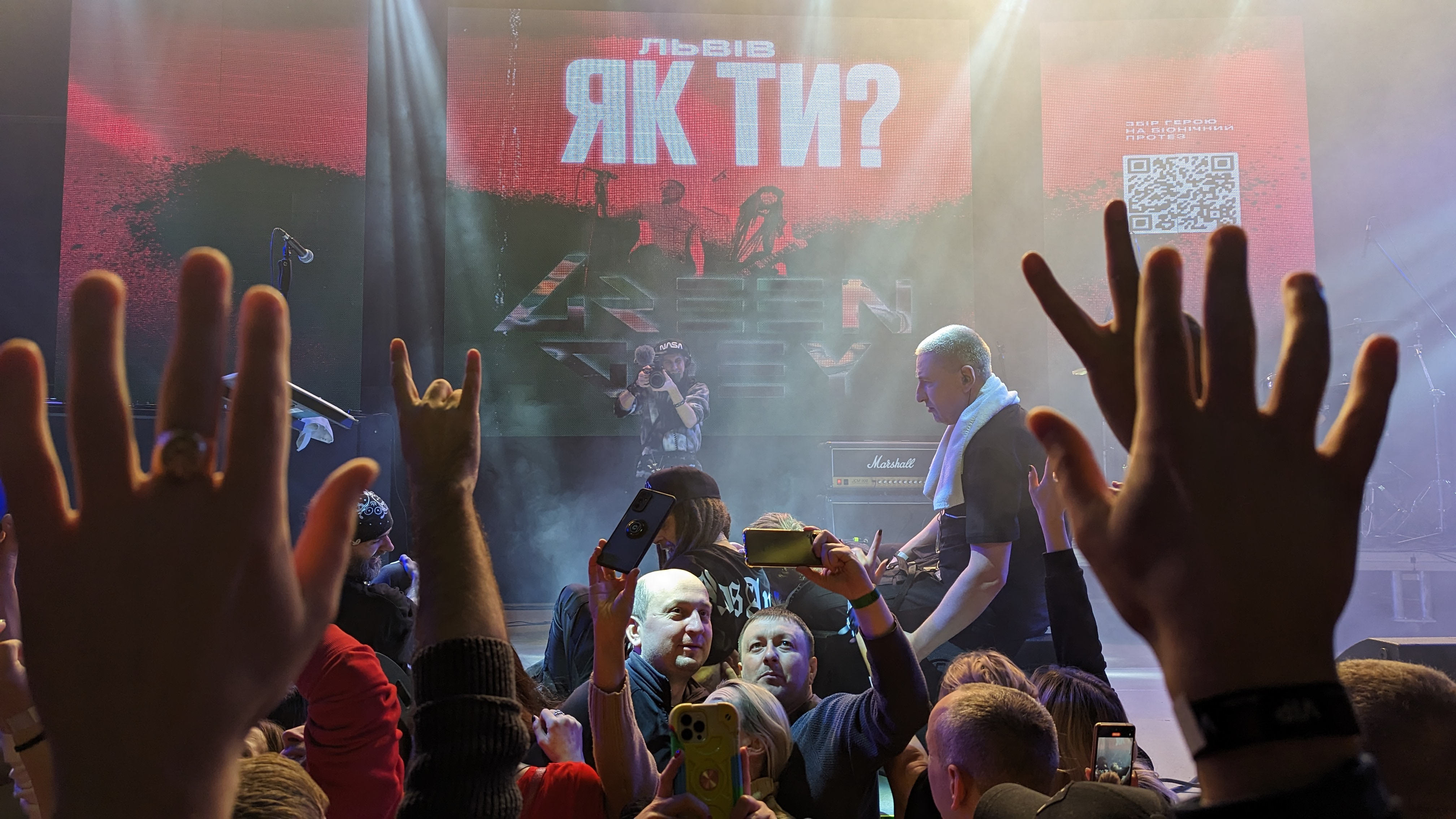
Концерт гурту у Львові, 30 листопада 2023

### 2024
14 січня 2024 року в прямому ефірі телеканалу Прямий відбулась прем'єра кліпу на пісню «Друже», присвячену байкеру Володимиру Мессеру — президенту першого українського мотоклубу Silver Bullets. Пізніше він очолив українське відділення клубу Hells Angels. У березні 2022 року він загинув від в боях під час вивозу людей з Ірпеня. Режисер кліпу — Андрій Франчук.